# 시사매거진 2580
《시사매거진 2580》은 1994년 2월 27일부터 2017년 8월 13일까지 MBC TV에서 방송했던 탐사보도 텔레비전 프로그램이다. 프로그램 제목은 이 프로그램의 제보 전화에서 따왔다.

## 방송 시간
| 방송 채널 | 방송 기간                          | 방송 시간               |
| --------- | ---------------------------------- | ----------------------- |
| MBC TV    | 1994년 2월 27일 ~ 1995년 10월 15일 | 일요일 밤 9:40 ~ 10:30  |
| MBC TV    | 1996년 10월 27일 ~ 1998년 4월 12일 | 일요일 밤 9:40 ~ 10:30  |
| MBC TV    | 1995년 10월 22일 ~ 1996년 1월 14일 | 일요일 밤 10:40 ~ 11:30 |
| MBC TV    | 2004년 10월 10일 ~ 2005년 10월 9일 | 일요일 밤 10:40 ~ 11:30 |
| MBC TV    | 2006년 1월 15일 ~ 2006년 12월 17일 | 일요일 밤 10:40 ~ 11:30 |
| MBC TV    | 1996년 1월 21일 ~ 1996년 10월 20일 | 일요일 밤 9:40 ~ 10:40  |
| MBC TV    | 2005년 10월 23일 ~ 2006년 1월 8일  | 일요일 밤 10:50 ~ 11:40 |
| MBC TV    | 2007년 1월 7일 ~ 2008년 5월 25일   | 일요일 밤 10:50 ~ 11:40 |
| MBC TV    | 2008년 3월 23일                    | 일요일 밤 11:00 ~ 11:50 |
| MBC TV    | 1998년 4월 19일 ~ 2000년 5월 14일  | 일요일 밤 9:50 ~ 10:35  |
| MBC TV    | 2000년 5월 21일 ~ 2003년 4월 27일  | 일요일 밤 9:45 ~ 10:35  |
| MBC TV    | 2003년 5월 4일 ~ 2004년 10월 3일   | 일요일 밤 9:45 ~ 10:40  |
| MBC TV    | 2008년 6월 1일 ~ 2009년 8월 30일   | 일요일 밤 9:45 ~ 10:40  |
| MBC TV    | 2009년 9월 6일 ~ 2010년 10월 31일  | 일요일 밤 10:45 ~ 11:40 |
| MBC TV    | 2010년 11월 7일 ~ 2017년 8월 13일  | 일요일 밤 11:10 ~ 12:05 |

## 제작진
- 기획 : 박성준(시사제작2부장)
- 취재데스크 : 차주혁, 권희진(차장)
- 취재기자 : 김시현, 강나림, 노경진, 김정환, 정영훈, 정성기, 김성우, 안형준, 유재광, 박범수, 김수영, 홍수선, 권순표, 윤도한, 조상휘, 김종화, 임흥식, 정일윤, 고대석, 안성일, 신용진, 성경섭, 김동섭, 김경중, 이우호, 홍예원, 정경수, 김상수, 김성수, 배대윤, 송기원, 김상철, 이장석, 최일구, 윤영무, 이효동, 이연재, 조동엽, 윤병채, 유상하, 김장겸, 성장경, 최용익, 김원태, 지윤태, 이상현, 김주태, 이성주, 이용마, 고일욱, 박성제, 전동건, 이성일, 박주린, 박찬정, 박태경, 이선호, 송재종, 황희만, 이선재, 정관웅, 최창영, 신경민, 민경의, 이진희, 이진호, 이호인, 손관승, 임태성, 김효엽, 조창호, 김석진, 윤용철, 민병우, 전영배, 이주훈, 허무호, 노재필, 이정신, 박충희, 김병헌, 장미일, 성지영, 홍은주, 윤성철, 김승환, 최창규, 김현경, 박장호, 여홍규, 홍기백, 허유신, 민병호, 강민구, 홍상원, 황헌, 이태원, 고주룡, 양찬승, 서민수, 김재용, 배선영, 임영서, 조문기, 이세옥, 이주승, 최혁재, 박재훈, 박영회, 현영준, 이재훈, 오정환, 김석진, 조승원, 김대경, 김대근, 홍순관, 김혜성, 김연국, 정상원, 정연국, 김은혜, 신강균, 김경태, 김정호, 오해정, 김필국, 도인태, 박상규, 박성호, 금기종, 김주만, 심원택, 전영우, 고현승, 윤용철, 박승진, 김연석, 강명일, 박민주, 왕종명, 정승혜, 이진숙, 연보흠, 최형문, 김세용, 김소영, 이동애, 이언주, 현원섭, 신기원, 문소현, 박용찬, 박상권, 지영은, 이상호, 박진주, 김재경, 공윤선, 양효걸, 김세의, 양윤경, 양효경, 백승우, 문호철, 허지은, 조윤정, 조효정, 박종욱, 박새암, 조의명, 한수연, 이지수, 황의준, 최훈

## 연혁
- 2000년 7월 23일 : 300회 특집
- 2002년 8월 18일 : 400회 특집
- 2004년 9월 12일 : 500회 특집
- 2006년 11월 19일 : 600회 특집
- 2009년 5월 10일 : 700회 특집
- 2011년 7월 31일 : 800회 특집
- 2014년 3월 9일 : 20주년 특집
- 2014년 6월 1일 : 900회 특집
- 2016년 7월 31일 : 1000회 특집
- 2017년 8월 13일 : MBC 파업으로 인해 방영 재개. 사실상 재개.
- 2020년 1월 30일 ~ 2020년 2월 24일: 섹션TV 연예통신의 코너에 특별판 이라는 부제로 방송되었다.

## 결방 및 편성 변경 안내
1994년
- 7월 10일 : 김일성 사망 관련 뉴스특보 편성으로 인한 결방

2012년
- 1월 22일 ~ 8월 12일 : MBC 파업으로 인한 결방

2013년
- 4월 28일 : 이탈리아 페사로 월드컵 리듬체조 선수권 대회(손연재 선수가 출전한 곤봉과 리본 경기) 중계방송으로 인한 결방
- 7월 7일 : 아시아나 항공기 추락사고 관련 뉴스특보 편성으로 인한 결방

2014년
- 4월 20일 : 세월호 침몰 사고 특집 편성으로 인한 결방
- 5월 4일 : 2014 브라질 월드컵 스페셜 꿈을 그리다 편성으로 인한 결방